# Volîțea-Drujkopilska, Horohiv
Volîțea-Drujkopilska (în ucraineană Волиця-Дружкопільська) este un sat în comuna Juravnîkî din raionul Horohiv, regiunea Volînia, Ucraina.

## Demografie
Componența lingvistică a localității Volîțea-Drujkopilska
     Ucraineană (99,65%)
Conform recensământului din 2001, majoritatea populației localității Volîțea-Drujkopilska era vorbitoare de ucraineană (99,65%), existând în minoritate și vorbitori de alte limbi.